# Портфель

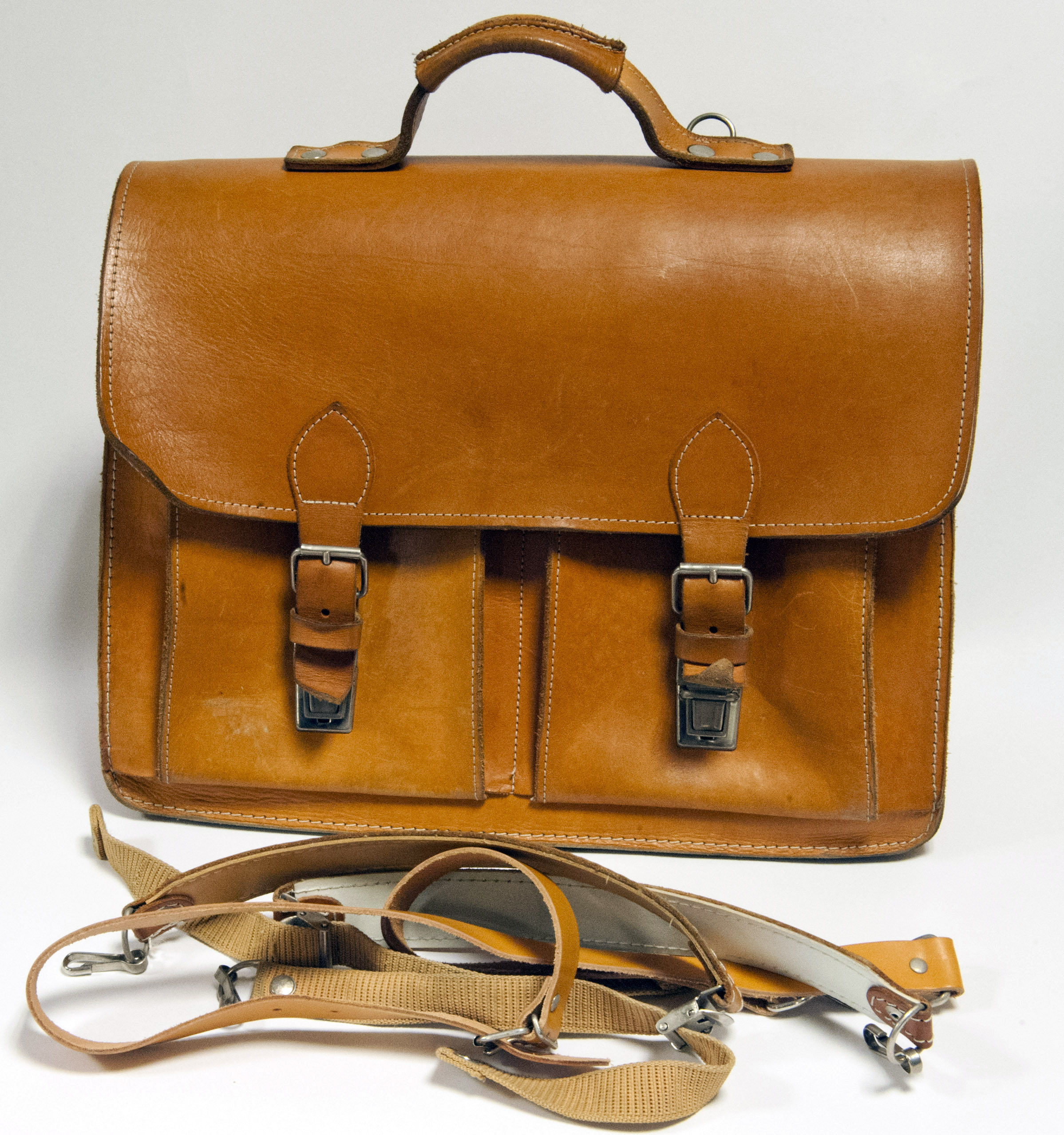
Портфель

Портфель (від фр. porte — несу,   feuilles — аркуші паперу) — велика чотирикутна сумка із застібкою, в якій носять ділові папери, книжки, зошити та інші предмети, що пов'язані з «паперовою» роботою. Портфель зазвичай забезпечений ручкою на одній з торцевих поверхонь. Закривається однією або двома застібками, або блискавкою. Виготовляється зі шкіри або пластмаси. Може також мати ремінь для носіння через плече. Ділові портфелі робляться з м'якої або твердої шкіри, можуть мати металеві ніжки для додавання стійкості. Також портфелі використовуються для транспортування ноутбуків.